# 4-та дільниця
Селище 4-а дільниця входить до складу міського поселення Дмитров, раніше входило до складу Кузяєвського сільського округу. Станом на 2010 рік проживало 6 мешканців.